# Krishnanagar, Ramdurg
Krishnanagar là một làng thuộc tehsil Ramdurg, huyện Belgaum, bang Karnataka, Ấn Độ.